# 梁諾恆
梁諾恆（Leung Nok Hang Jacky，1994年11月14日—），生於英屬香港，香港足球運動員，司職中堅，現時效力中超聯賽球會浙江綠城。

## 早年生活
梁諾恆生於香港，童年時在熱愛足球的父親薰陶下，就與年長兩歲的哥哥梁冠聰參加足球訓練班，初時他在小學校隊時擔當前鋒角色，直到擔當中堅的哥哥畢業後，他就因身形較高大而頂上其位置，直到16歲時獲父母和哥哥支持追尋足球夢，通過球技及學術評核，成功在80名競爭者中脫穎而出，得到《夢想成真》計劃的獎學金，遠赴英國布魯克足球學院受訓3年，期間在當地奪得全年最佳球員。

## 球會生涯

### YFC澳滌
直到2013年夏季，梁諾恆回流香港，加盟由李志堅執教甲組日資球會橫濱FC香港，並與哥哥梁冠聰自小學後再度同隊作賽，加盟後，梁諾恆成為橫濱的常規正選中堅，並在2014年2月9日作客對元朗的聯賽，於31分鐘禁區内門前撞入皮球，得到加盟後的首個入球，可是最終橫濱以1–3落敗。
在2014/15球季，球會於因日資贊助商關係而易名YFC澳滌，而梁諾恆繼續獲教練重用，更在球季尾協助澳滌取得季後附加賽資格，可惜最終不敵南華，無緣亞洲球會賽。

### 香港飛馬
在2015年夏季，YFC澳滌因贊助商撤資而散班收場，梁諾恆就跟隨李志堅轉會到港超聯球會香港飛馬，並在各項賽事上陣25場，更在季尾四日內，連續協助飛馬奪得足總盃及菁英盃冠軍。

### 南華
在2016年7月4日，港超聯球會南華於開操時宣佈梁諾恆與其哥哥梁冠聰加盟，梁諾恆於7月30日主場迎戰意甲冠軍祖雲達斯的AET國際挑戰盃，在半場後備入替，首度代表南華上陣，結果南華以 1–2 落敗。
加盟後，梁諾恆獲教練列卡度安排轉型右後衛，同時隨隊出戰亞協盃8強，並於兩回合對應屆亞協盃冠軍柔佛DT時，都正選登場，可是結果南華以總比數 2–3 出局，隨後他於12月10日對前球會香港飛馬的聯賽，頂進加盟後的首個入球，可是南華最終以1–2落敗。在接著的三場賽事，梁諾恆在其中兩場分別對和富大埔和標準灝天時都能取得入球。
在南華首季，梁諾恆間中搶去前香港隊隊長陳偉豪的正選中堅位置，與保贊合作鎮守中路被寄予厚望，不過梁諾恆在南華不時要串演右後衛位置，最終他於首季内在各項賽事上陣21場錄得4球，更於球季尾入選香港足球明星選舉最佳青年球員四強。

### 香港飛馬
在2017年6月，南華宣佈經重新檢視球隊近年發展後，決定來屆退出港超聯，轉戰甲組聯賽培育青年球員。而梁諾恆於新球季離隊回歸香港飛馬，在其職業生涯首次與新球季轉會和富大埔的哥哥梁冠聰分道揚鑣，他於11月20日對和富大埔的聯賽，於34分鐘離門三十多碼遠射破網，取得加盟後的首個入球，並協助飛馬以3–2勝出，在取得加盟香港飛馬後首個入球的後一場賽事，梁諾恆再度取得入球，連續兩場入球外還協助球會以1–0擊敗理文，結果梁諾恆首度榮膺由香港體育記者協會及香港足球總會合辦的港超聯11月最有價值球員。

### 富力R&F
球季結束後，梁諾恆遠赴西班牙馬德里，隨在進行夏訓的中超球會大連一方試訓。結果，梁諾恆試訓不成功後加盟港超聯球會富力R&F。

### 梅州客家
2020年5月1日，東網報道梁諾恆將與徐宏傑交換東家，加盟梅州客家。
2020年9月13日，梁諾恆在對陣遼寧瀋陽城市的比賽中首次代表梅州客家一隊在中甲賽場上正選上場，協助球隊以2：0獲勝。
2020年9月27日，梁諾恆在對陣陝西大秦之水的比賽中首次代表梅州客家一隊在中甲賽場上取得入球，協助球隊以2：0獲勝。

### 浙江綠城
2021年1月7日，梁諾恆以2400萬港元(約309萬美元)轉會費加盟中甲球隊浙江綠城，合約為期5年。

## 國際賽生涯
在2014年2月，梁諾恆首度獲香港代表隊徵召，備戰3月對越南的亞洲盃外圍賽。2015年3月，梁諾恆入選香港U22代表隊，參與在高雄舉行的亞洲足協U23外圍賽，期間在對緬甸U23國家隊時頂進領先入球，最後香港下半場連失兩球，兩戰兩敗提早出局。 在2014年夏天，19歲的梁諾恆與哥哥梁冠聰同時獲金判坤徵召入選香港U23代表隊，參與在韓國仁川舉行的亞運會，結果兩兄弟的中堅組合，協助香港隊於分組賽得到兩勝一和的成績晉級，可是最後香港在16強不敵南韓出局。
2018年10月16日，在作客1–1賽和印尼的國際友誼賽，梁諾恆於83分鐘後備入替，首度代表香港在國際A級賽上陣。
2019年1月9日，梁諾恆在主埸4–0大勝廣東隊的省港盃次回合頂入一球，助香港捧盃。
2019年11月14日，香港代表隊主場出戰世界盃亞洲區外圍賽硬撼巴林。梁諾恆首度正選披甲。
2019年12月，他入選香港代表隊，出戰2019年東亞足球錦標賽決賽周。他在对阵中国和日本的两场比赛中打满全场。

## 家庭生活
梁諾恆的哥哥，梁冠聰現時效力港超聯球會東方，整家人在2017年合資與在屯門街市經營菜檔。

## 國際賽事紀錄
- 僅列出國際A級比賽

| 上陣次數 | 時間           | 地點                          | 對手       | 比數 | 賽事性質                 | 入球 (累計) |
| -------- | -------------- | ----------------------------- | ---------- | ---- | ------------------------ | ----------- |
| 1        | 2018年10月16日 | 印尼 格羅拉蓬卡諾運動場       | 印度尼西亞 | 1–1  | 國際友誼賽               | 0 (0)       |
| 2        | 2019年11月14日 | 香港 香港大球場               | 巴林       | 0–0  | 2022年世界盃亞洲區外圍賽 | 0 (0)       |
| 3        | 2019年11月19日 | 香港 香港大球場               | 柬埔寨     | 2–0  | 2022年世界盃亞洲區外圍賽 | 0 (0)       |
| 4        | 2019年12月14日 | 南韓 釜山亞運會主競技場       | 日本       | 0–5  | 2019年東亞足球錦標賽     | 0 (0)       |
| 5        | 2019年12月18日 | 南韓 釜山亞運會主競技場       | 中國       | 0–2  | 2019年東亞足球錦標賽     | 0 (0)       |
| 6        | 2023年3月23日  | 香港 旺角大球場               | 新加坡     | 1–1  | 國際友誼賽               | 0 (0)       |
| 7        | 2023年3月28日  | 馬來西亞 蘇丹依布拉欣體育場   | 马来西亚   | 0–2  | 國際友誼賽               | 0 (0)       |
| 8        | 2023年6月15日  | 越南 拉赫特雷体育场           | 越南       | 0–1  | 國際友誼賽               | 0 (0)       |
| 9        | 2023年6月19日  | 香港 香港大球場               | 泰國       | 0–1  | 國際友誼賽               | 0 (0)       |
| 10       | 2023年9月7日   | 柬埔寨 金邊國家奧林匹克體育場 | 柬埔寨     | 1–1  | 國際友誼賽               | 0 (0)       |
| 11       | 2023年9月11日  | 香港 香港大球場               |            | 10–0 | 國際友誼賽               | 0 (0)       |

## 榮譽
香港飛馬
- 香港足總盃冠軍（2015–16季度）
- 香港菁英盃冠軍（2015–16季度）

香港代表隊
- 港澳埠際賽冠軍（2014、2015、2016、2017年）
- 省港盃冠軍（2019年）

個人
- 香港足球明星選舉 明星十一人（2018–19季度）
- 香港超級聯賽 11月最有價值球員（2017–18季度）

## 外部連結
- 香港足球總會網頁球員註冊資料 （页面存档备份，存于）